# سرگیفکا (شهرستان بلاگووشچنسکی، باشقیرستان)
سرگیفکا (انگلیسی: Sergeyevka, Blagoveshchensky District, Republic of Bashkortostan) یک شهرک در شهرستان بلاگووشچنسکی باشقیرستان کشور روسیه است.